# 伊斯蘭婚姻法學

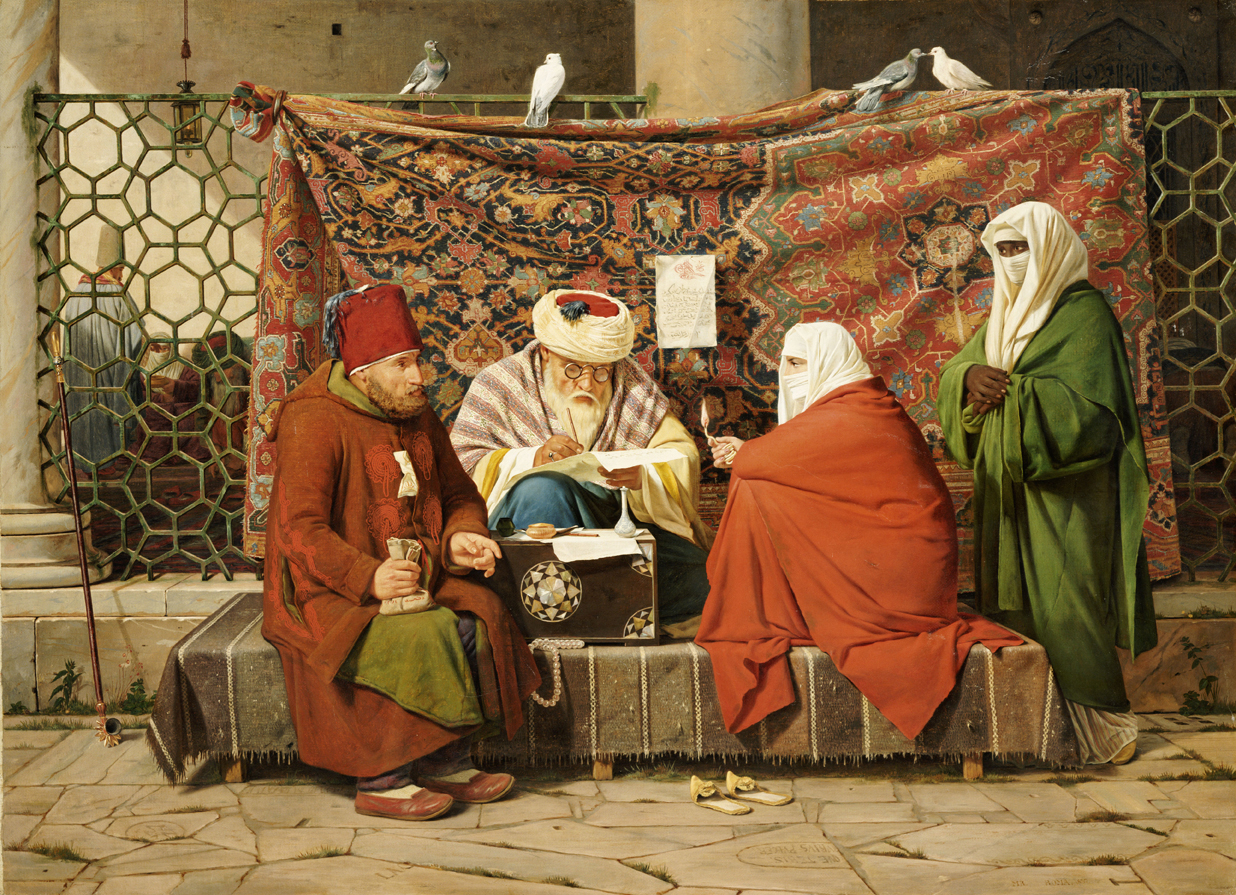

根據伊斯蘭教法，婚姻是一男一女之間的一種法律關係及社會契約。在伊斯蘭教裡，婚姻雖然並非強制性，不過，結婚生育是聖行的一種，所以伊斯蘭教強烈建議伊斯蘭教徒（穆斯林）成婚生子，而不鼓勵獨身主義。《古蘭經》及穆罕默德都沒有明確指定適婚年齡，各個社群可以依情況自行決定。在符合一些條件下，一夫多妻制是允許的，但嚴禁一妻多夫制。

## 婚姻的種類

### 終生婚姻

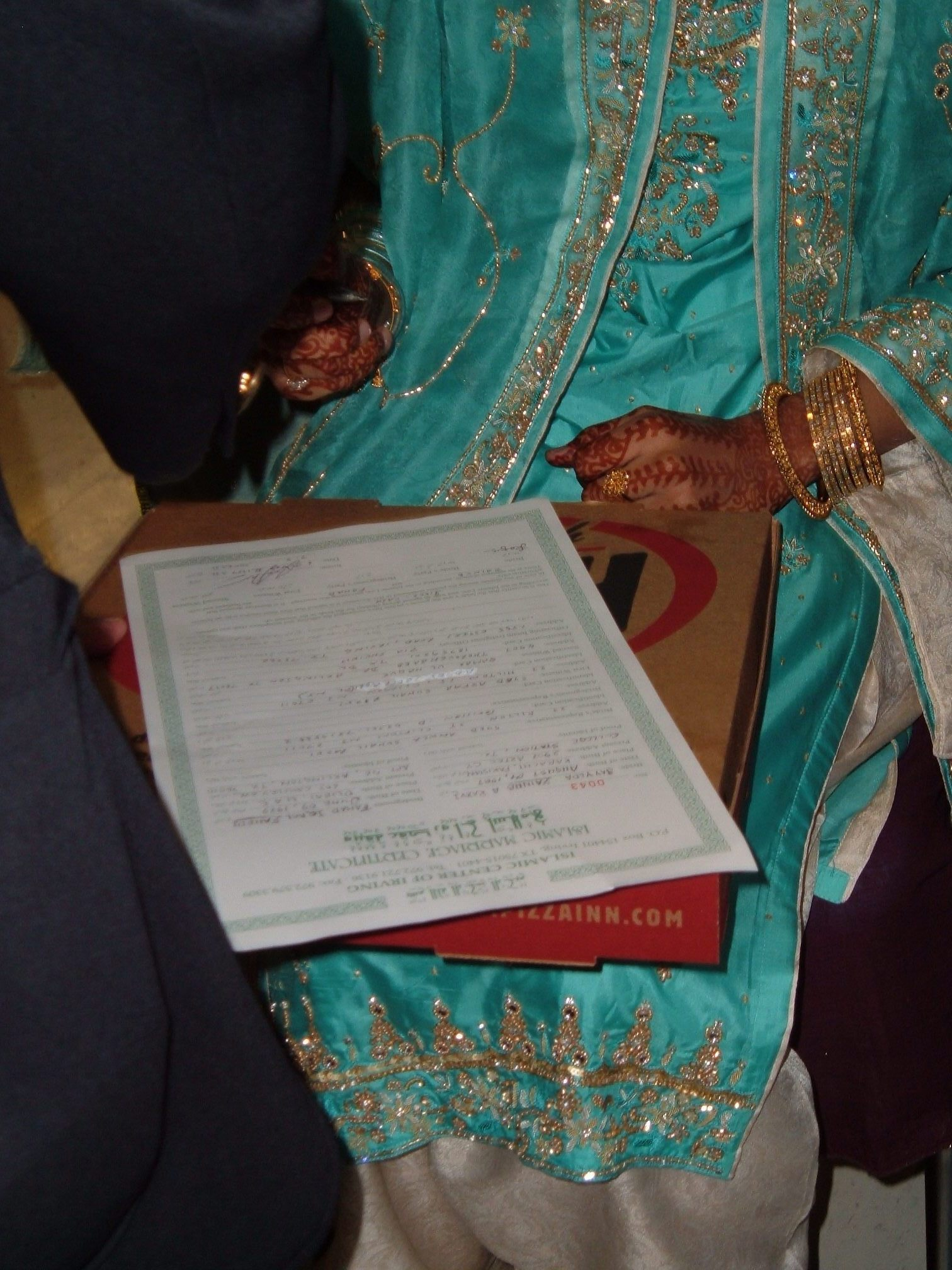
一位穆斯林新娘在婚姻證書上簽署。

尼卡罕（阿拉伯語：نكاح，字面上解作「結合在一起」）是指終生婚姻，是最常見的穆斯林婚姻形式，在《古蘭經》的4：4有所描述。
雙方在結婚時需要簽訂法律契約，但不一定是書面形式，特別是未受教育的文盲可以作出口頭協議。
在遜尼派的四大法學派別裡，馬立克派、沙斐儀派及罕百里派都認為婚姻必須得到瓦利 (伊斯蘭法定監護人)的同意，但哈乃斐派不認同這是具約束力的法規。什葉派的法學家也認為取得監護人同意是必須的。倘若原本是非穆斯林，則拒絕一起入教的父母，對穆斯林子女的監護權將被剝奪。
什葉派認為婚姻見證人並非必須，但遜尼派認為需要有兩位成年、健全的男子擔任見證人才是合法的婚姻。不過，根據哈乃斐派的解讀，一名男子與兩名女子擔任見證人亦可接受。
若然婚約設有期限，遜尼派判定為婚姻無效。不過，哈乃斐派法學家扎法爾·伊本·胡第爾認為在這種情況下，婚約依然有約束力，只是當中的時限條款無效。什葉派則指出《古蘭經》未有廢止被稱為尼卡罕穆特爾的臨時婚姻。
夫妻有彼此的遺產繼承權。雖然尼卡罕是終生婚姻，但丈夫可以啟動塔拉克的程序休妻，妻子可以通過庫拉請求離婚。

### 臨時婚姻
尼卡罕穆特爾（阿拉伯語：نكاح متعة，「臨時婚姻」）通常是指固定時間之內的婚姻。許多屬於這類的婚姻都有時間限制，出自《古蘭經》的婦女章第24段經文：
（他又嚴禁你们娶）有丈夫的婦女，但你們所管轄的婦女除外；真主以此為你們的定制。除此以外，一切婦女，對於你們是合法的，你們可以借自己的財產而謀與婦女結合，但你們應當是貞節的，不可是淫蕩的。既與你們成婚的婦女，你們應當把已決定的聘儀交給她們。既決定聘儀之後，你們雙方同意的事，對於你們是毫無罪過的。真主確是全知的，確是至睿的。
 — 《可蘭經》 4：24
在伊斯蘭教，此類婚姻的合法性存有爭議，遜尼派認為先知穆罕默德廢止了臨時婚姻，但什葉派則認為《古蘭經》支持這種婚姻。尼卡罕穆特爾的預定婚姻期限會在婚約上列明。傳統上，雙方沒有彼此的遺產繼承權，丈夫不需要承擔在經濟上照顧妻子的義務，妻子可以自行決定離家，因此遜尼派把這種婚姻比擬作通姦及性交易。古蘭經規定一位穆斯林男子最多可以有四名妻子，但並沒有規定通過這種婚姻可以迎娶的名額。與終生婚姻一樣，新娘依然可獲麥亥爾（聘禮），婦女仍需要遵守待婚期的規定，在這段時期內不得再婚。

### 便利婚姻
尼卡罕多邊（便利婚姻）是一種遜尼派婚姻，這種婚姻只是純粹令雙方保持性關係，丈夫不需要供養妻子。與尼卡罕穆特爾不同的是，尼卡罕多邊沒有指定的離婚日期。

### 習慣婚姻
尼卡罕烏爾菲意指「習慣婚姻」。與尼卡罕多邊一樣，這種婚姻可以讓夫妻雙方有正當的性關係，避免被指通姦。不同的是，尼卡罕烏爾菲不是正式的婚姻，沒有在宗教或國家當局登記。

## 限制

### 一夫多妻制
穆斯林男子可以奉行一夫多妻制，《古蘭經》列明他們最多可以有四位妻子。傳統上，他們在迎娶第二位妻子的時候不需要得到第一位妻子的同意，因為《古蘭經》及聖訓都沒有這樣的規定。不過，現代許多穆斯林國家都規定他們需要獲得第一位妻子的同意才可以迎娶另一位女子。另外，丈夫須公平對待多位妻子，不能為了取悅一位妻子而傷害另一位。如果不能夠做到這個要求，穆斯林男子只可以娶一位妻子。
與此相對，一妻多夫制是不被允許的，其中一個主要原因是無法追溯兒女的父系血統。

### 適婚年齡
《古蘭經》未有介定適婚年齡，因此適婚年齡是由性成熟程度來決定。在伊斯蘭教法裡，性成熟通常被理解為青春期。不過，在成長至性成熟之前，瓦利（監護人）可以在未得到他們的同意之下為他們的婚姻作主。他們到性成熟的時候有權單方面取消婚約，在此之前不得進行性行為。

### 跨教婚姻
穆斯林男子可以與非穆斯林的女性有經者通婚，一般來說有經者就是猶太教徒及基督徒，有時也包括佛教徒。嫁給穆斯林的婦女理論上會改宗伊斯蘭教，否則可能會遭到課稅。穆斯林婦女不得嫁給非穆斯林男子。穆斯林丈夫有權且有責禁止有經者妻子違逆真主的行為，如飲酒、食豬肉、不守齋戒月清規，及參加異教徒聚會等等的行為。

### 包辦及強迫婚姻
家長可以為他們的孩子包辦婚姻，但必須得到新郎及新娘雙方的同意才是合法的婚姻。未經雙方同意的強迫婚姻是非法的。
大多數學者都認為，未到青春期年齡的女孩不能結婚。伊斯蘭教法指出一門正當的婚事必須要為她的最大利益而設想。至於未達適婚年齡的女孩是繼續留在自己的家庭還是交給未來丈夫的家庭照顧則存有爭議。這兩個觀點都有聖訓的支持：
歐爾沃轉述：「阿伊莎六歲那年，使者和她訂了婚，等她長到九歲那年，使者和她结了婚。她在使者身邊共生活了九年。」
 — 《布哈里聖訓》
歐爾沃轉述：使者到阿布·巴克爾那兒向阿伊莎求婚，阿布·巴克爾說：「可我是你的弟兄啊！」使者回答道：「就安拉的宗教和他的經典而言，你是我的弟兄；至於她，則對我是合法的。」
 — 《布哈里聖訓》
另有聖訓指出強迫婚姻是不允許，包辦婚姻必須得到新娘的同意：
艾布·胡萊勒傳述：使者說：「一個人不得把孀婦嫁予他人，直到和她取得商議；一個人不得把未婚女子嫁於他人，直到得到她的允許。」聖門弟子們問道：「安拉的使者啊！未婚女子的同意如何表示呢？」使者說：「她的沉默。」
 — 《布哈里聖訓》
輔士黑扎目的女兒罕薩儀傳述：她說：「我是位寡婦，家父未經我同意就把我許配於他人，我甚厭惡此事，故去見使者，（並向使者說明了來意），使者聽後就使得這樁婚姻無效了。」
 — 《布哈里聖訓》

### 通姦者
伊斯蘭教不准通姦的男子迎娶守貞的女子，通姦的女子亦不得嫁給守貞的男子，除非通姦者未經法庭審判或誠心懺悔。
善良的婦女，專配善良的男人；善良的男人，專配善良的婦女。
 — 《古蘭經》 24：26

### 麥亥爾
麥亥爾是指新郎必須送給新娘的禮物。與聘禮不同，麥亥爾的收受人是新娘，而不是新娘的父親。麥亥爾通常都是錢財，但亦可以是新郎及新娘議定的物品，只要是價格可以衡量的財產都可以作為麥亥爾送給新娘，例如土地、房屋、店舖等。

### 婚約
穆斯林的婚約不僅是誓言，還是一份簡易的協定，新郎及新娘都可以在婚約上添加條款，列明在書面合同上。如有違反在合同上列明的條款，丈夫或妻子可以提請離婚。雙方在婚約上簽署是婚禮的關鍵部分。
婚約必須要有兩位穆斯林的見證、雙方的同意及合約內包括新郎送給新娘的麥亥爾才有效。有些穆斯林國家有家長為兒女包辦婚姻的傳統，這種婚姻亦須得到新郎及新娘的同意才算是合法。

### 其他
男子及女子可以親自或透過中介人（媒人）求婚。
伊斯蘭教法不承認同性婚姻，《古蘭經》訓諭及伊斯蘭的傳統禁止同性戀。
負責辦理婚禮的卡迪（伊斯蘭教法官）會把婚姻記錄在案。
與西方社會的結婚戒指不同，穆斯林男女不會佩戴任何物件已示已婚，但有些穆斯林會按照世俗習慣戴上戒指。

## 瓦利馬
瓦利馬是新郎一家歡迎新娘成為家庭一份子而舉辦的一個晚宴，大部分法學家都認為這是穆斯林必須履行的聖行（先知穆罕默德的言行），但各個法學派別對於舉辦的時間有不同的意見。

## 婚內行為

### 夫妻的權利和義務
《古蘭經》認為男女有別，所以丈夫與妻子各自有不同的權利和義務。
聖訓有論述丈夫及妻子的角色：
伊本·歐麥爾傳述：使者說：「你們都是監護人，所以要對自己所監護的範圍負責。首領是監護人，（要對自己的屬下負責）；男人是家屬的監護人，要對家屬負責；妻子是丈夫的家和孩子的監護人，要對家和孩子負責；你們都是監護人，故要對自己所管轄的範圍負責。」
 — 《布哈里聖訓》
這條聖訓把養家的主要職責放在丈夫身上。此外，夫妻有義務滿足彼此的性需要，要善待對方，夫妻有彼此的繼承權。

#### 分居權
妻子有權與丈夫及兒女分居，丈夫不得強迫妻子與他一起在同一所房子裡生活。

### 性行為
《古蘭經》、聖訓、伊斯蘭教的典故及古今的宗教學者對性行為都有不少的討論，並將之定義為男女之間的婚內關係。雖然大多數的看法都不鼓勵獨身，但無可置疑的是伊斯蘭教鼓勵兩性之間保持貞潔及莊重，並認定兩性之間的親密關係是夫妻所有的關係。
阿卜杜·拉赫曼·本·耶茲德傳述：他說：「我、阿里格麥和艾斯沃德三人到了阿卜杜拉的家裡，他（對我们道）：『我们曾經是一些身無分文的青年人。一次，我們和使者在一起。使者對我们道：青年人啊！有能力結婚者，應該結婚。結婚最能降低視線，保障貞操。無能力結婚者，可封常齋，齋能降低性慾。』」
 — 《布哈里聖訓》
伊斯蘭教法嚴禁通姦，而合法的婚內性行為則被描述為夫妻的愛情及親密行為，是真主的恩典，相反不法的性行為會受到懲罰。齋戒及月經期間等特定的情況下禁止進行性行為，但不禁止愛撫及其他的親近行為。伊斯蘭教法嚴禁肛交。

## 離婚
伊斯蘭教不反對離婚，但離婚被認為在伊斯蘭教允許的事物當中，是最不得已的，應在別無他法的情況下才選擇離婚。
除了雙方取得共識而離婚，男女提請離婚的權力並不一樣。丈夫可以單方面宣佈離婚而結束與妻子的婚姻關係，妻子的離婚請求則需要通過法律程序由法官裁定，原因是丈夫在伊斯蘭教裡是一家之主，負有養妻活兒的職責，所以丈夫在離婚方面有更大的話語權。
丈夫不得向懷孕的妻子提出離婚。離婚後的婦女進入为期四個月十天的待婚期，待婚期內不得再婚，丈夫亦不得與妻子性交，以確保沒有懷有前夫的嬰兒。如果在待婚期內確認懷孕，待婚期則延長至孩子出生。丈夫可以在待婚期內收回離婚的要求，否則雙方需要重新締結婚約才可以再次結成夫妻關係。
丈夫提出離婚需要口頭上向妻子說「塔拉克」（意思是「我休了你」），伊斯蘭教法規定一位男子一旦與同一位女子說過三次「塔拉克」，以後就不能再次與她結婚，除非她又與另一位男子結婚後，又恢復單身。遜尼派承認丈夫可以一次性向妻子連續說三遍「塔拉克」，但什葉派認為連續說多少遍，也只能算作一次。

### 引用
引用在线资料
1. ↑  . Shia Pen.   [18 May 2015]. （原始内容存档于2021-01-20） （英语）.
2. ↑  . Islamic-Islamic.   [18 May 2015]. （原始内容存档于2015年5月9日） （英语）.
3. 1 2 3 4 5 6  康有璽. . Islam HK.   [19 May 2015]. （原始内容存档于2015-05-03） （简体中文）.

引用其他出版物
1. ↑  Bullock（2002年），第159页
2. ↑  http://webcache.googleusercontent.com/search?q=cache:7nN6k05vFd4J:www.utusan.com.my/utusan/info.asp%3Fy%3D2002%26dt%3D0324%26pub%3DUtusan_Malaysia%26sec%3DBicara_Agama%26pg%3Dba_02.htm&num=1&hl=zh-CN&strip=0&vwsrc=0%5B%5D Hukum tidak mahu berkahwin
3. ↑  https://www.al-islam.org/islamic-marriage-syed-athar-husain-sh-rizvi/importance-marriage-islam （页面存档备份，存于） Importance of Marriage in Islam
4. ↑  http://www.islam.org.hk/index.php?action-viewnews-itemid-16421 （页面存档备份，存于） 【呼圖白】獨身現象
5. ↑  Farooq（2011年），第236页
6. ↑  Qasmi（2006年），第292页
7. ↑  Doi（2000年），第167页
8. ↑  Hussain（2011年），第100页
9. ↑  Şentürk（2005年），第57-58页
10. ↑  Black，Esmaeili & Hosen（2013年），第115页
11. ↑  Singh（2011年），第73、77页
12. ↑  Nasir（1990年），第58页
13. ↑  Siddiqi & Zuberi（1993年），第33-35页
14. ↑  馬堅（1981年），第60页
15. ↑  Parshall & Parshall（2003年），第138-139页
16. ↑  Caroll（1982年），第57-95页
17. ↑  Hughes & Hughes（1995年），第424页
18. ↑  Baxamusa（1998年），第125页
19. ↑  Elhedj（2006年），第51页
20. ↑  Cuno（2009年），第213页
21. ↑  Lukito（2013年），第82页
22. ↑  Roald（2003年），第201页
23. ↑  Cole（1991年），第127页
24. ↑  Behdad & Nomani（2006年），第102页
25. ↑  Zaman（2012年），第205页
26. 1 2  Sodiq（2010年），第207-208页
27. ↑  Roberts（2006年），第67页
28. ↑  Joseph & Naǧmābādī（2003年），第62页
29. ↑  馬堅（1981年），第268页
30. ↑  Barakat（1993年），第110页
31. ↑  Singh（2011年），第94页
32. ↑  Greenberg（2008年），第652页
33. ↑  Dodge（2009年），第125页
34. ↑  Porterfield（2009年），第29页
35. ↑  Geaves（2010年），第58页
36. ↑  Akhter（2009年），第224页
37. ↑  Glassé & Smith（2003年），第158页
38. ↑  Dessing（2001年），第109页
39. ↑  Abdul-Rahman（2004年），第42-43页
40. ↑  Nichols（2011年），第174页
41. ↑  Turner（2011年），第33页
42. ↑  Marranci（2008年），第28页
43. ↑  Glassé & Smith（2003年），第119-120页
44. ↑  Emery（2013年），第602页
45. ↑  Nasir（2009年），第159-163页
46. ↑  Jones-Pauly & Tuqan（2011年），第54页
47. ↑  Siddiqi & Zuberi（1993年），第34页